# Rádio Universidade de Coimbra

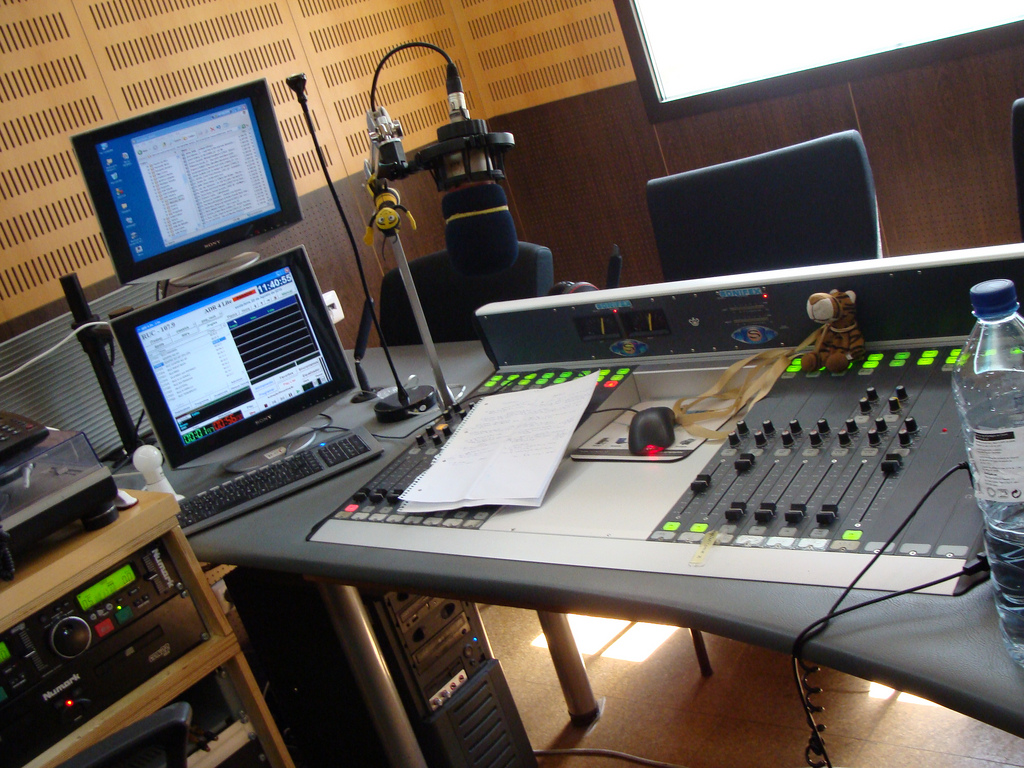
Studio principal chez RUC

La Rádio Universidade de Coimbra (RUC) est la station de radio de l'Université de Coimbra au Portugal. Elle a été fondée dans les années 1940 et émet depuis 1988 sur le 107.9 FM et par internet. Cet organisme est géré par les étudiants sur une base volontaire. 

## Fréquence actuelle
- Coimbra : 107.9 FM